# Даниловка (Починковский район)
Даниловка — исчезнувшая деревня в Починковском районе Смоленской области России.
Находилась в полутора километрах северо-западнее современной деревни Коханово на ручье, впадающем в Сож.

## История
В 1978 году деревни уже не существовало. Справочник сообщает лишь, что деревня Лындовка числилась в списках до 1974 года. 
В справочнике 1993 года она также значится, как прекратившая существование деревня Прилеповского сельсовета Починковского района.